# Fenestraja sibogae
Fenestraja sibogae är en rockeart som först beskrevs av Weber 1913.  Fenestraja sibogae ingår i släktet Fenestraja och familjen egentliga rockor. IUCN kategoriserar arten globalt som otillräckligt studerad. Inga underarter finns listade i Catalogue of Life.